# Eupithecia masculina
Eupithecia masculina es una especie de polilla de la familia Geometridae, descrita por primera vez por el lepidopterólogo japonés Hiroshi Inoue habiendo sido descrita en 1988, con distribución en las Filipinas y las Isla de Taiwán. El sintipo de la especie fue descrita en los alrededores de Hualien Hsien, Tayuling, a una altitud de 2600 metros (8530,2 pies).